# Овечкіна Надія Геннадіївна
Надія  Геннадіївна Овечкіна (30 вересня 1958) — радянська хокеїстка на траві.
Бронзова призерка Олімпійських Ігор 1980 року.